# Claino con Osteno
Claino con Osteno ist eine italienische Gemeinde (comune) im Val d’Intelvi in der Provinz Como, Region Lombardei.

## Geographie
Die Gemeinde liegt auf einer kleinen Landzunge im Luganersee, die vom Wildbach Telo erschaffen wurde und hat 541 Einwohner (Stand 31. Dezember 2023). Im Jahr 1971 hatte die Gemeinde Claino con Osteno eine Fläche von 1.309 Hektar. 
Die Nachbargemeinden sind Laino, Alta Valle Intelvi, Ponna, Valsolda und Porlezza.

## Geschichte
Während der kommunalen Zeit stellten Claino und Osteno aufgrund ihrer geografischen Lage einen strategischen Knotenpunkt zum und vom Val d’Intelvi dar, wobei jede der beiden Siedlungen durch eine eigene Burg verteidigt wurde. Die Gemeinde Osteno gehörte zur Pieve von Porlezza, mit der sie die Statuten von 1338 teilte. Am 11. September 1416 tauschte Filippo Maria Visconti das Castel Baradello und die Stadt Como mit den Ruscas gegen eine Reihe von Herrschaften, darunter die von Cima, Osteno und Valle Intelvi. Eine Bestätigung von Osteno als Lehnsbesitz der Familie Rusca erfolgte durch ein Diplom von Francesco I. Sforza vom 24. April 1451. Später folgten Claino und Osteno den Wechselfällen des Lehens Val d’Intelvi, das zunächst in die Hände der Familie Pusterla, dann 1583 in die der Familie Marliani und schließlich ab 1713 in die der Feudalherren von Riva-Andreotti bis zur Herrschaft von Maria Theresia von Österreich überging.
Seit jeher zur Gemeinde Porlezza gehörend, wurde 1751 festgestellt, dass Claino und Osteno eine einzige Gemeinde bildeten, die ein eigenes Gebiet im Herzogtum Mailand darstellte. Als das Edikt vom 26. September 1786 die Aufteilung der österreichischen Lombardei in Provinzen verfügte, wurde Claino mit Osteno in der Gemeinde Porlezza bestätigt, aber in die Provinz Como eingegliedert. Fünf Jahre später wurde die Pieve Porlezza jedoch in den ersten Volkszählungsbezirk der Provinz Mailand aufgenommen. Während der Feudalzeit und bis zur Königreich Italien (1805–1814) war Osteno Sitz eines Gerichts und einer Prätur. Im Zuge der von Napoleon angeordneten territorialen Neuordnung wurden Ponna Superiore und Inferiore in die Gemeinde Claino con Osteno eingegliedert. Der 1812 bestätigte Zusammenschluss wurde jedoch mit der Rückkehr der Österreicher und der Aktivierung der Gemeinden der Provinz Como des lombardisch-venezianischen Königreichs aufgehoben.
Nach der vorübergehenden Vereinigung der lombardischen Provinzen mit dem Königreich Sardinien wurde die Gemeinde Claino con Osteno mit 627 Einwohnern, die von einem 15-köpfigen Gemeinderat und einem 2-köpfigen Stadtrat verwaltet wird, auf der Grundlage der durch das Gesetz vom 23. Oktober 1859 festgelegten territorialen Aufteilung in das Mandamento VII von Porlezza, Bezirk I von Como, Provinz Como, aufgenommen. Bei der Gründung des Königreichs Italien im Jahr 1861 hatte die Gemeinde 690 Einwohner (Volkszählung 1861). Nach dem Gesetz über die Gemeindeordnung von 1865 wurde die Gemeinde von einem Bürgermeister, einer Junta und einem Rat verwaltet. 
Im Jahr 1924 wurde die Gemeinde in den Bezirk Como der Provinz Como eingegliedert. Nach der Gemeindereform von 1926 wurde die Gemeinde von einem Podestà verwaltet. Nach der Gemeindereform von 1946 wurde die Gemeinde Claino con Osteno von einem Bürgermeister, einer Junta und einem Gemeinderat verwaltet.

## Bevölkerung
| Bevölkerungsentwicklung' | Bevölkerungsentwicklung' | Bevölkerungsentwicklung' | Bevölkerungsentwicklung' | Bevölkerungsentwicklung' | Bevölkerungsentwicklung' | Bevölkerungsentwicklung' | Bevölkerungsentwicklung' | Bevölkerungsentwicklung' | Bevölkerungsentwicklung' | Bevölkerungsentwicklung' | Bevölkerungsentwicklung' | Bevölkerungsentwicklung' | Bevölkerungsentwicklung' |
| ------------------------ | ------------------------ | ------------------------ | ------------------------ | ------------------------ | ------------------------ | ------------------------ | ------------------------ | ------------------------ | ------------------------ | ------------------------ | ------------------------ | ------------------------ | ------------------------ |
| Jahr                     | 1751                     | 1805                     | 1853                     | 1901                     | 1911                     | 1931                     | 1951                     | 1971                     | 1991                     | 2001                     | 2011                     | 2021                     |                          |
| Einwohner                | 435                      | 395                      | 538                      | 932                      | 929                      | 873                      | 762                      | 610                      | 610                      | 528                      | 543                      | 566                      |                          |
| Quelle: ISTAT            |                          |                          |                          |                          |                          |                          |                          |                          |                          |                          |                          |                          |                          |

## Sehenswürdigkeiten

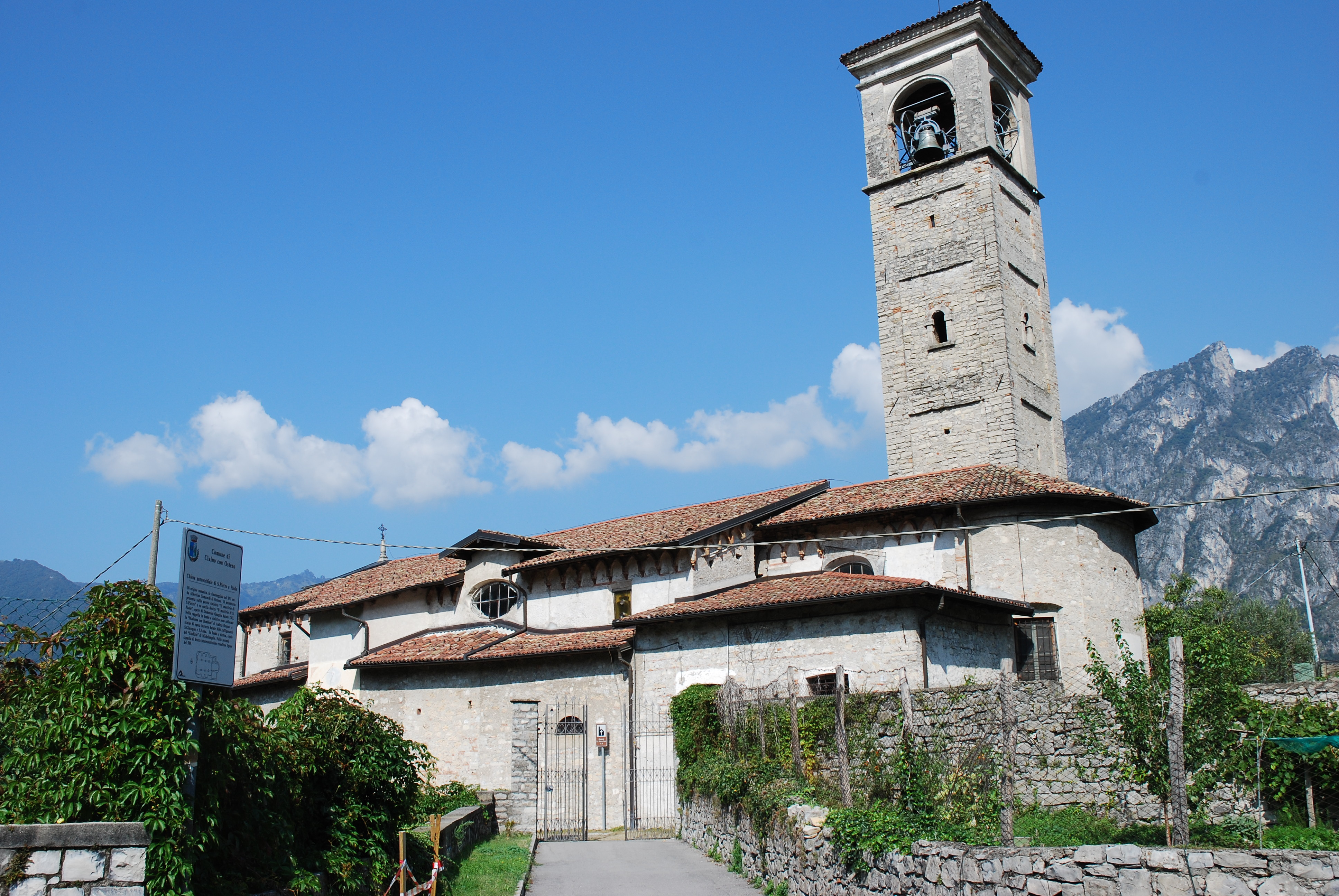
Kirche Santi Pietro und Paolo in Osteno

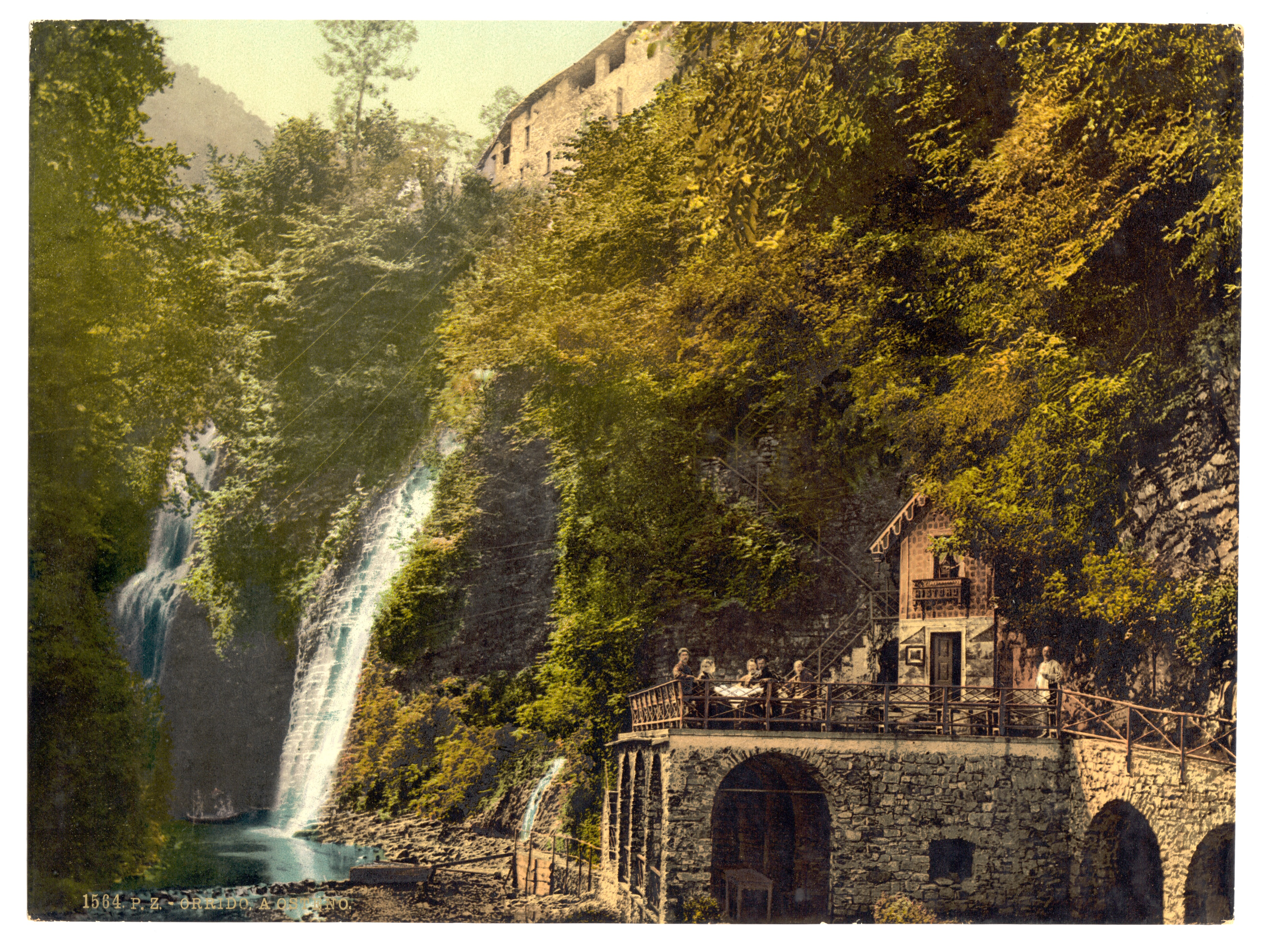
Wasserfall bei Orrido von Osteno

- Kirche Santi Pietro und Paolo in Osteno, erwähnt am Ende des 13. Jahrhunderts, Pfarrkirche seit 1437, mit Tabernakel und Statue Madonna mit Kind des Bildhauers Andrea Bregno, Stuckarbeiten von Giovanni Battista Barberini aus Laino und Fresken von Domenico Quaglio.[2][3] Über dem Portal befindet sich die folgende Inschrift: HOSTENUM/DUXIT HONESTUM/COSTRUERE OSTIUM/CAELI OSTIARIO/1600
- Kirche San Vincenzo Martire in Claino. Sie wurde aus der Romanik-Kapelle eines Schlosses errichtet. Die nahtlos zwischen die umliegenden Gebäude eingefügte Kirche hat einen quer verlaufenden Vorbau mit einem spätgotischen Portal, das im frühen 15. Jahrhundert als Taufbecken errichtet wurde.[4] mit den Fresko Pietà des Malers Gentilino[5], den Terrakotta Hochrelief Natività des Bildhauers Marco Antonio Prestinari und am Hauptaltar ein Paliotto (Antependium) von Domenico Pagani[6]
- Kirche Santa Maria delle Grazie im Ortsteil Barclaino mit einem Ölgemälde Madonna mit Kind am Hauptaltar und Stuckarbeiten von Giovanni Battista Barberini (?) aus Laino[7][8][9]
- Oratorium San Rocco in der Fraktion Righeggia mit fünf Fresken restaurierten von Maler Pietro Verzetti und ein Antependium in Scagliola, das an Andrea Solari zugeschrieben wird, stammt aus dem Jahr 1659.[10]
- Oratorium Santa Giulia bei Claino mit acht Statuen des Bildhauers Francesco Portinari (1640)[11][12]
- Turm und Pretorio in Osteno[13]
- Orrido di Osteno[14] in der Fraktion Rescia[15]